# フランスの歴史年表
フランスの歴史年表（フランスのれきしねんひょう）は、フランスおよびその前身で起きた重要な事件を記す。これらの事件の背景についてはフランスの歴史を参照。またフランス君主一覧、フランスの大統領も参照。

## 3世紀
| 年    | 日付 | 事件 |
| ----- | ---- | --- |
| 260年 |      | ポストゥムスが自立してガリア帝国を打ち立て、帝国属州のガリア、ゲルマニア、ブリタンニア、ヒスパニアを支配した。これらの属州は3世紀の危機によりローマ帝国から分離した。 |
| 274年 |      | シャロン・スュル・マルヌの戦い：ローマ帝国がガリア帝国に勝利し、ガリアはローマ帝国へ再統合された。                                                                    |
| 297年 |      | サリ族がバタウィー族の居住地に住むことを許された。 |

## 5世紀
| 年    | 日付 | 事件 |
| ----- | --- | --- |
| 418年 | | ホノリウスが西ゴート族にガリア・アクィタニアを与えた。西ゴート王国が成立、ワリアとテオドリック1世父子が相次いで即位した。                                                                                            |
| 426年 | | サリ族の初代の王クローディオが即位。 |
| 448年 | | クローディオ死去、メロヴィクスが後を継ぐ。 |
| 451年 | 6月20日 | カタラウヌムの戦い：西ローマ帝国とテオドリック1世率いる西ゴート王国軍、フランク族などの連合軍がフン族を撃退し、フン族のガリア征服は免れた。しかしこの戦いでテオドリック1世が戦死、子のトリスムンドが王位を継承した。 |
| 453年 | | テオドリック2世が兄のトリスムンドを殺害し西ゴート王国の王に即位した。 |
| 457年 | | メロヴィクス死去、子のキルデリク1世が後を継ぐ。 |
| 457年 | ローマ帝国のガリアにおける最後の地域であるソワソン管区が設立され、アエギディウスがマギステル・ミリトゥム（軍司令官）に任命された。 | |
| 462年 | | 西ローマ帝国のセプティマニアが西ゴート王国に割譲される。 |
| 463年 | | アエギディウスとキルデリク1世がオルレアンで西ゴート族を撃破。 |
| 464年 | | アエギディウス死去、子のシアグリウスがマギステル・ミリトゥムの位を継いだ。 |
| 465年 | | キルデリク1世死去、クローヴィス1世が後を継いだ。 |
| 466年 | | テオドリック2世が弟のエウリックに殺害される。エウリックは西ゴート王国の王に即位、ローマからの独立を宣言し、イベリア半島の南部まで勢力圏を広げた。                                                                    |
| 485年 | | エウリック死去、子のアラリック2世が王位を継承した。 |
| 486年 | | ソワソンの戦い：クローヴィス1世のフランク軍がシアグリウスを撃破し、ソワソン管区を併合。シアグリウスは西ゴート王アラリック2世の宮廷に逃れ庇護を求めたが、捕らえられてクロヴィスに引き渡され、翌年に殺された。         |

## 6世紀
| 年    | 日付 | 事件 |
| ----- | --- | --- |
| 507年 | | ヴイエの戦い：クローヴィス1世が西ゴート王アラリック2世を破り、ガリア・アクィタニアを獲得。これが現代のフランスの基礎となった。                                                    |
| 511年 | 11月27日 | クローヴィス1世死去、4人の息子が遺領を分割し、キルデベルト1世がパリを、クロタール1世がソワソンを、クロドメールがオルレアンを、テウデリク1世がランス（アウストラシア）を相続した。 |
| 524年 | 6月25日 | ヴェズロンスの戦い：クローヴィス1世の息子の連合軍がブルグント王ゴドマール2世に大勝した。しかし、オルレアンの王クロドメールが戦死した。                                            |
| 524年 | ネウストリアの王クロタール1世がクロドメールの長男テオドバルドと次男グンタールを殺害し、末息子クロドアルドも逃亡。相続人のいなくなったオルレアン王国はクロタール1世とキルデベルト1世の間で分割された。 | |
| 534年 | | テウデリク1世死去、子のテウデベルト1世がアウストラシア王位を継承。 |
| 547年 | | テウデベルト1世死去、子のテオデバルドがアウストラシア王位を継承。 |
| 555年 | | テオデバルド死去、アウストラシアはクロタール1世に併合された。 |
| 558年 | 12月13日 | キルデベルト1世死去。弟のクロタール1世がその領地を相続し、クローヴィス1世が作り上げたフランク王国を再統一した。                                                                   |
| 561年 | 11月29日 | クロタール1世死去、4人の息子が遺領を分割し、カリベルト1世がパリを、グントラムがブルグント王国を、シギベルト1世がアウストラシアを、キルペリク1世がネウストリアを相続した。         |
| 567年 | 11月 | パリの王カリベルト1世が死去。後継者がなく、領地は3人の弟たちに分割された。 |
| 575年 | | アウストラシアの王シギベルト1世が死去、子のキルデベルト2世が王位を継承。 |
| 584年 | 9月 | ネウストリアの王キルペリク1世が暗殺された。生後4ヶ月の遺児クロタール2世が継承し、その母フレデグンドが摂政となった。                                                               |
| 592年 | 1月28日 | ブルグント王グントラムが死去、養子のキルデベルト2世が継承した。 |
| 595年 | | キルデベルト2世死去、遺領は2人の息子が相続した。テウデベルト2世がアウストラシアの王になり、テウデリク2世がブルグント王になった。                                                  |
| 597年 | 12月28日 | フレデグンドが死去し、ネウストリアの王クロタール2世が13歳で親政した。 |

## 7世紀
| 年    | 日付                                                           | 事件 |
| ----- | -------------------------------------------------------------- | --- |
| 612年 |                                                                | アウストラシアの王テウデベルト2世が暗殺され、ブルグント王テウデリク2世が継承した。 |
| 613年 |                                                                | テウデリク2世死去、庶子シギベルト2世が短期間王位を継承した。 |
| 613年 | クロタール2世がシギベルト2世を処刑し、フランク王国を統一した。 | |
| 623年 |                                                                | クロタール2世がダゴベルト1世をアウストラシア王に任命した。 |
| 629年 |                                                                | クロタール2世死去。その死後に交わされた協定により、ダゴベルト1世がネウストリアの王位を継承、異母弟のカリベルト2世がアキテーヌを継承した。                                                                              |
| 632年 | 4月8日                                                         | カリベルト2世が死去したが、兄のダゴベルト1世が暗殺を指示したとされている。生後間もない子キルペリク・ダキテーヌが継承したが、すぐにダゴベルト1世に暗殺された。ダゴベルト1世はアキテーヌを獲得、フランク王国を統一した。 |
| 639年 | 1月19日                                                        | ダゴベルト1世死去、子のシギベルト3世がアウストラシア王になり、クローヴィス2世がネウストリアとブルグントの王になる。二人とも政治力が弱く、宮宰の台頭を許すきっかけとなった。                                            |
| 655年 |                                                                | クローヴィス2世死去、子のクロタール3世が継承。 |
| 656年 | 2月1日                                                         | シギベルト3世が死去、キルデベルト養子王が継承。 |
| 661年 |                                                                | キルデベルト養子王が死去、クロタール3世が遺領を継承してフランク王国を再統一した。 |
| 673年 |                                                                | クロタール3世死去、遺領は2人の弟に分割された。キルデリク2世がアウストラシア王になり、テウデリク3世がネウストリア王になった。キルデリク2世はすぐにネウストリアを侵攻し併合、フランク王国を統一。                        |
| 675年 |                                                                | キルデリク2世が殺害され、テウデリク3世が再びネウストリアを獲得。アウストラシアはクロタール3世の庶子クローヴィス3世が継承。                                                                                             |
| 676年 |                                                                | クローヴィス3世が死去、テウデリク3世が遺領を相続したことによりフランク王国を再統一。 |
| 691年 |                                                                | テウデリク3世が死去、子のクローヴィス4世が継承。 |
| 695年 |                                                                | クローヴィス4世が死去、弟のキルデベルト3世が継承。 |

## 8世紀
| 年    | 日付     | 事件 |
| ----- | -------- | --- |
| 711年 | 4月23日  | キルデベルト3世が死去、子のダゴベルト3世が継承。                                                                         |
| 715年 |          | ダゴベルト3世が死去、キルデリク2世の末子キルペリク2世が継承。                                                            |
| 721年 | 2月13日  | キルペリク2世が死去、ダゴベルト3世の子テウデリク4世が継承。                                                              |
| 732年 | 10月10日 | トゥール・ポワティエ間の戦い：ウマイヤ朝のカリフ・ヒシャームの侵攻がフランク王国の宮宰カール・マルテルに食い止められる。 |
| 737年 |          | テウデリク4世死去。彼は後継者指名をせず、カール・マルテルは王位継承を阻止した。                                          |
| 741年 | 10月22日 | カール・マルテルが死去、宮宰の位と領地は2人の子カールマンとピピン3世に分割された。                                       |
| 743年 |          | 7年間の空位の末、キルデリク3世がフランク王に即位。しかし、実権はピピン3世に握られた。                                    |
| 747年 | 8月15日  | カールマンが宮宰を辞し、修道院に隠棲した。ピピン3世が代わりの宮宰になった。                                              |
| 751年 |          | メロヴィング朝最後の国王キルデリク3世が退位させられた。ピピン3世が戴冠し、カロリング朝を開いた。                         |
| 768年 | 9月24日  | ピピン3世死去。 |
| 768年 | 10月9日  | ピピン3世の子シャルルマーニュとカールマン1世がそれぞれフランク王国の半分を相続、二人ともフランク王に即位した。           |
| 771年 | 12月4日  | カールマン1世死去、シャルルマーニュが遺領を相続。                                                                        |
| 774年 |          | シャルルマーニュがランゴバルド王国の首都パヴィアを占領、ランゴバルド王を兼ねるに至った。                                 |
| 795年 |          | シャルルマーニュがスペイン辺境領をフランク王国とアル＝アンダルスの緩衝地帯として設置した。                               |

## 9世紀
| 年    | 日付     | 事件 |
| ----- | -------- | --- |
| 800年 | 12月25日 | ローマ教皇レオ3世がシャルルマーニュをインペラートル・アウグストゥスとして戴冠した。 |
| 811年 |          | アイデル河畔の平和：シャルルマーニュとデンマーク王ヘミングの間で結ばれ、フランク王国とデンマーク王国の国境をアイダー川に定めた。 |
| 812年 |          | 後ウマイヤ朝のアミールのハカム1世がフランク王国の侵攻を追認。 |
| 814年 | 1月28日  | シャルルマーニュ死去、唯一生存していた男子ルイ1世敬虔王が帝国を相続した。 |
| 840年 | 6月20日  | ルイ1世敬虔王死去。長子のロタール1世が弟のルートヴィヒ2世ドイツ人王とシャルル2世禿頭王を抑えてフランク王国の帝位についた。 |
| 843年 |          | ヴェルダン条約：ルートヴィヒ2世ドイツ人王とシャルル2世禿頭王が手を結び、ロタール1世に勝利したためロタールが妥協した。その結果、フランク王国は分割され、シャルル2世は西フランク王国を、ロタール1世は中フランク王国とフランク王位を、ルートヴィヒ2世は東フランク王国を、それぞれが得た。西フランク王国と東フランク王国は現在のフランスとドイツの礎となった。 |
| 875年 | 12月29日 | ローマ教皇ヨハネス8世がシャルル2世に対してローマ皇帝の戴冠を行った。 |
| 876年 | 10月8日  | アンデルナハの戦い：ルートヴィヒ2世ドイツ人王が亡くなった後、遺領の侵略を目論むシャルル2世禿頭王がアンデルナハでカールマン2世らルートヴィヒ2世の遺児に敗北。 |
| 877年 | 10月6日  | カールマン2世の大軍を避けて北イタリアから撤退している最中、シャルル2世が病死。子のルイ2世吃音王が西フランク王位を継承。 |
| 879年 | 4月10日  | 病弱なルイ2世吃音王が死去、子のルイ3世とカルロマン2世がともに王位に選出された。 |
| 880年 | 3月      | ルイ3世とカルロマン2世がアミアンで王国の分割についての条約に署名。ルイ3世はニュストリアを、カルロマン2世はブルゴーニュとアキテーヌを獲得。 |
| 882年 | 8月5日   | ルイ3世死去、カルロマン2世が単独王になる。 |
| 884年 | 12月12日 | カルロマン2世死去、すでに東フランク王国の国王に即位していたシャルル肥満王が西フランク王国も継承、フランク王国全体を一時的に統一。 |
| 888年 | 1月13日  | シャルル肥満王が嫡子のないまま死去。フランク王国は再び分割され、これ以降統一されることはなかった。 |
| 888年 | 2月      | パリ包囲戦でノルマン人を撃退したウードが西フランク王に即位。また、ポワティエ家のラヌルフ2世がアキテーヌ公に即位。 |
| 898年 | 1月1日   | ウードが死去。子等は全員早逝したため、ルイ2世吃音王の遺児シャルル3世単純王が西フランク王に即位、カロリング朝が復活した。 |

## 10世紀
| 年    | 日付     | 事件 |
| ----- | -------- | --- |
| 911年 |          | サン＝クレール＝シュール＝エプト条約：シャルル3世とノルマン人のロロ徒歩王の間で締結され、ノルマンディー公国が創設された。                                                               |
| 922年 |          | シャルル3世が貴族反乱で廃位され、ウードの弟ロベール1世が王に選出された。 |
| 923年 | 6月15日  | ソワソンの戦い：ロベール1世の娘婿、ブルゴーニュ公ラウールがシャルル3世を捕えたが、ロベール1世自身は戦死した。ラウールが西フランク王に選出され、ブルゴーニュ公は弟のユーグ黒公が継いだ。 |
| 936年 | 1月15日  | ラウール死去、シャルル3世の子ルイ4世が王位を継承した。 |
| 954年 | 9月10日  | ルイ4世死去、子のロテールが継承した。 |
| 986年 | 3月1日   | ロテール死去、子のルイ5世怠惰王が継承した。 |
| 987年 | 5月21日  | ルイ5世が死去。継嗣が無く、カロリング朝はここで断絶した。ユーグ・カペーが貴族の血統と軍事の成功で国王に選出され、カペー朝の始まりとなった。                                             |
| 996年 | 10月24日 | ユーグ・カペー死去、子のロベール2世が王位を継承した。 |

## 11世紀
| 年     | 日付    | 事件                                                                                                  |
| ------ | ------- | --- |
| 1004年 |         | ロベール2世がブルゴーニュ公国を併合。                                                                 |
| 1031年 | 7月20日 | ロベール2世が息子の反乱で戦死。アンリ1世が王位を継いだが、末弟のロベール1世が反対し、反乱を起こした。 |
| 1032年 |         | アンリ1世が弟のロベール1世にブルゴーニュ公国を与えることで和解した。                                  |
| 1060年 | 8月4日  | アンリ1世死去、7歳の子フィリップ1世が王位を継いだ。その母アンヌ・ド・キエヴが摂政を務めた。           |
| 1066年 |         | フィリップ1世が成人。                                                                                 |

## 12世紀
| 年     | 日付     | 事件                                                                  |
| ------ | -------- | --------------------------------------------------------------------- |
| 1108年 | 7月29日  | フィリップ1世死去、子のルイ6世肥満王が継承。                          |
| 1131年 | 10月25日 | ルイ6世の子ルイ7世が共同王位についた。                                |
| 1137年 | 7月22日  | エレオノール・ダキテーヌとの結婚によりルイ7世がアキテーヌ公になった。 |
| 1137年 | 8月1日   | ルイ6世肥満王死去、子のルイ7世若年王が継承。                          |
| 1152年 | 3月21日  | ルイ7世とエレオノール・ダキテーヌの結婚の無効が宣言された。           |
| 1180年 | 9月18日  | ルイ7世死去、子のフィリップ2世が継承した。                            |

## 13世紀
| 年     | 日付    | 事件 |
| ------ | ------- | --- |
| 1214年 | 7月27日 | ブーヴィーヌの戦い：フランス王国軍がイングランド王国やフランドル伯などの連合軍に勝利、アンジュー、ブルターニュ、メーヌ、ノルマンディー、トゥーレーヌの広大な領地を得た。 |
| 1223年 | 7月14日 | フィリップ2世死去、子のルイ8世獅子王が継承した。 |
| 1226年 | 11月8日 | ルイ8世獅子王死去、子のルイ9世聖王が継承した。 |
| 1241年 | 6月     | ルイ9世が弟のアルフォンスをポワティエ伯に就かせた。子のヘンリー3世が継承する予定だったため、イザベル・ダングレームが激怒した。                                           |
| 1242年 | 5月20日 | サントンジュ戦争：イザベル・ダングレームの主張を支持してヘンリー3世が出兵したが、大敗。                                                                                  |
| 1270年 | 8月25日 | ルイ9世死去、子のフィリップ3世大胆王が継承した。 |
| 1285年 | 10月5日 | フィリップ3世死去、子のフィリップ4世が継承。 |
| 1297年 |         | ローマ教皇ボニファティウス8世がルイ9世を列聖。そのためルイ9世は聖ルイとしても知られる。聖人に叙される唯一のフランス王となった。                                          |

## 14世紀
| 年     | 日付     | 事件 |
| ------ | -------- | --- |
| 1302年 | 5月18日  | ブリュージュの朝課事件：ブリュージュを追放されたフランドル市民が蜂起、フランス人を虐殺した。                                              |
| 1302年 | 7月11日  | 金拍車の戦い：フランドル伯がフランスの鎮圧軍に勝利、独立を得る。                                                                          |
| 1314年 | 11月29日 | フィリップ4世死去、子のルイ10世強情王が継承。                                                                                             |
| 1316年 | 6月5日   | ルイ10世死去、王妃クレマンス・ド・オングリーが妊娠中だったため王弟フィリップ5世が摂政を務めた。                                           |
| 1316年 | 11月15日 | クレマンス・ド・オングリーが出産、男子だったためジャン1世遺児王としてフランス王に即位したが、5日後に夭折。フィリップ5世が王位を継承した。 |
| 1322年 | 1月3日   | フィリップ5世死去。男児がなく、弟のシャルル4世が継承した。                                                                                |
| 1328年 | 2月1日   | シャルル4世死去、娘しかいなかったためカペー朝は断絶した。従弟のフィリップ6世が継承し、ヴァロワ朝が開かれた。                              |
| 1350年 | 8月22日  | フィリップ6世死去、子のジャン2世が継承した。                                                                                              |
| 1356年 | 9月19日  | ポワティエの戦い：英仏百年戦争の主な戦いの一つであり、フランス軍が大敗北を喫した。                                                        |
| 1357年 |          | 三部会でエティエンヌ・マルセルが提出した王権制限を目的とする大勅令が可決された。                                                          |
| 1364年 | 4月8日   | ジャン2世死去、子のシャルル5世が継承した。                                                                                                |
| 1380年 | 9月16日  | シャルル5世死去、子のシャルル6世が継承した。                                                                                              |

## 15世紀
| 年     | 日付     | 事件 |
| ------ | -------- | --- |
| 1415年 | 8月13日  | 百年戦争 (1415年-1429年)：ヘンリー5世率いるイングランド王軍が北フランスに上陸。                                          |
| 1415年 | 10月25日 | アジャンクールの戦い：イングランド軍が圧勝。                                                                             |
| 1418年 | 5月30日  | ブルゴーニュ公国のジャン無怖公がパリを占領、ドーファンのシャルル（後のシャルル7世）が逃亡。                              |
| 1419年 | 9月20日  | ジャン無怖公がドーファンの支持者に暗殺されたため、後を継いだフィリップ善良公はイングランドと同盟を結ぶ。                 |
| 1420年 | 5月21日  | ブルゴーニュ派がシャルル6世にトロワ条約を署名させ、後継者をイングランド王ヘンリー5世に定めた。                           |
| 1422年 | 8月31日  | ヘンリー5世死去、生後6ヶ月の子ヘンリー6世が後を継いだ。                                                                  |
| 1422年 | 10月21日 | シャルル6世死去。子のシャルル7世が王位継承を宣言し、ヘンリー6世と対立。                                                  |
| 1453年 | 7月17日  | カスティヨンの戦い：百年戦争最後の戦いであり、決定的な勝利を得たフランスはイングランドの大陸領を没収、カレーのみ残した。 |
| 1461年 | 7月22日  | シャルル7世死去、子のルイ11世が王位を継承。                                                                              |
| 1483年 | 8月30日  | ルイ11世死去、子のシャルル8世が王位を継承。                                                                              |
| 1498年 | 4月7日   | シャルル8世死去、子女がすべて夭逝していたため父ルイ11世の又従弟に当たるオルレアン公ルイ12世が継承した。                  |

## 16世紀
| 年     | 日付     | 事件 |
| ------ | -------- | --- |
| 1508年 | 12月10日 | カンブレー同盟戦争：教皇領、フランス、神聖ローマ帝国、アラゴン王フェルナンド2世がヴェネツィア共和国の分割を目論んでカンブレー同盟を結成したが、ローマ教皇ユリウス2世とフランス王ルイ12世の不和で崩壊し、数度の離合集散の末、開戦前の状態に復帰する事が決定された。 |
| 1514年 | 5月18日  | ルイ12世の娘、ブルターニュ女公クロードが王位継承者の筆頭アングレーム伯フランソワ1世と結婚した。 |
| 1515年 | 1月1日   | ルイ12世死去、アングレーム伯フランソワ1世が継承した。 |
| 1524年 | 7月20日  | ブルターニュ女公クロード死去、長子のフランソワ3世がブルターニュ公になる。 |
| 1532年 |          | フランソワ1世がブルターニュをフランス王領に併合。 |
| 1547年 | 3月31日  | フランソワ1世死去、子のアンリ2世が継承した。 |
| 1559年 | 7月10日  | アンリ2世死去、子のフランソワ2世が継承した。 |
| 1560年 | 12月5日  | フランソワ2世死去、子供がなかったため弟シャルル9世が継承した。 |
| 1572年 | 8月24日  | サン・バルテルミの虐殺で多数のプロテスタント貴族と市民が殺害された。 |
| 1574年 | 5月30日  | シャルル9世死去、嫡子がなかったため弟アンリ3世が継承した。 |
| 1589年 | 8月2日   | アンリ3世が暗殺された。アンリ3世に子供はなく、ここにヴァロワ朝が断絶。ブルボン家のアンリ4世が王位を継承、ブルボン朝を開いた。 |
| 1598年 | 4月13日  | アンリ4世がナントの勅令を発布し、ユグノー戦争を終わらせた。 |

## 17世紀
| 年     | 日付     | 事件 |
| ------ | -------- | --- |
| 1610年 | 5月14日  | アンリ4世が狂信的なカトリック教徒のフランソワ・ラヴァイヤックに刺殺され、長子のルイ13世が8歳で王位を継承した。ルイ13世の母マリー・ド・メディシスが摂政を務めた。                 |
| 1617年 |          | ルイ13世が母マリー・ド・メディシスを幽閉し、政治の実権を取り戻した。 |
| 1624年 | 8月      | ルイ13世がリシュリュー枢機卿を宰相に任命した。 |
| 1643年 | 5月14日  | ルイ13世死去。子のルイ14世が5歳で即位し、マザラン枢機卿が摂政を務めた。 |
| 1648年 | 8月      | フロンドの乱：マザラン枢機卿がパリ高等法院のメンバーを逮捕したことをきっかけに、民衆と法服貴族が蜂起。                                                                           |
| 1648年 | 10月24日 | 三十年戦争：ヴェストファーレン条約でフランスが興隆し、東部の領土を拡張した。 |
| 1659年 | 11月7日  | フランス・スペイン戦争：フランスが勝利し、ピレネー条約でスペインからカタルーニャ北部とフランドルの一部を手に入れる。この条約でフランスの強国化とスペインの没落が明らかになった。 |
| 1668年 | 5月2日   | アーヘンの和約：ネーデルラント継承戦争を終結させ、スペインはフランスにリールなどフランドルの都市を割譲。                                                                         |
| 1678年 |          | ナイメーヘンの和約：仏蘭戦争を終わらせ、スペインはフランスにフランシュ＝コンテ地方やエノー伯領の一部、およびフランドルの都市のいくつかを割譲。                                   |
| 1684年 | 8月15日  | レーゲンスブルクの和約：再統合戦争を終わらせ、スペインはフランスにリュクサンブール大公国を割譲。                                                                                 |
| 1697年 | 9月20日  | レイスウェイク条約：フランスとアウクスブルク同盟の間の大同盟戦争を終わらせた。                                                                                                   |

## 18世紀
| 年     | 日付     | 事件 |
| ------ | -------- | --- |
| 1701年 | 7月9日   | カルピの戦い：スペイン継承戦争の最初の戦闘で、オーストリア軍がカルピでフランス軍に勝利した。 |
| 1713年 | 4月11日  | ユトレヒト条約：スペイン継承戦争のフランスとイギリスの間の講和条約。この条約でフェリペ5世およびその子孫たちはフランス王の継承権を放棄し、フランス王位の継承権者はスペインの王位継承権を放棄した。                                            |
| 1714年 | 3月7日   | ラシュタット条約：スペイン継承戦争のフランスとオーストリアの間の講和条約。 |
| 1715年 | 9月1日   | ルイ14世が壊疽で病死。5歳の曾孫ルイ15世が即位、ルイ14世の甥オルレアン公フィリップ2世が摂政に就任。 |
| 1720年 | 2月17日  | ハーグ条約：四国同盟戦争を終わらせ、フェリペ5世はフランス王の継承権を再び放棄した。 |
| 1723年 | 2月15日  | ルイ15世が親政を宣言。 |
| 1738年 | 11月18日 | ウィーン条約：ポーランド継承戦争を終わらせ、フランスはロレーヌ公国とバール公国を得る。 |
| 1748年 | 10月18日 | アーヘンの和約：オーストリア継承戦争を終わらせた。フランスは特に得るところがなく、民衆の不満が高まった。 |
| 1763年 | 2月10日  | パリ条約：七年戦争を終わらせた。フランスはイギリスにカナダ、フランス領ルイジアナなど海外植民地の大半を割譲した。 |
| 1768年 | 5月15日  | ヴェルサイユ条約：ジェノヴァ共和国がコルシカ島をフランスに割譲した。当時、ジェノヴァは債務に苦しまれてコルシカ独立戦争を鎮圧する余裕がなく、コルシカ島を抵当として一時フランスに割譲したが、その後も取り返せずコルシカはフランス領になった。 |
| 1774年 | 5月10日  | ルイ15世が死去、孫のルイ16世が即位、 |
| 1778年 | 2月      | フランスが13植民地の独立を承認、これによりアメリカ独立戦争に参戦した。この後、勝利したフランスは1783年のヴェルサイユ条約でイギリスと講和したが、セネガルしか得られず民衆の反発を巻き起こした。                                               |
| 1789年 | 7月14日  | バスティーユ襲撃でフランス革命が始まった。 |
| 1793年 | 1月21日  | 国民公会の決定によりルイ16世がギロチンで斬首刑にされた。 |
| 1793年 | 6月2日   | 国民公会でジャコバン派独裁が開始され、1年2ヶ月間の恐怖政治となった。 |
| 1793年 | 10月16日 | 元王妃マリー・アントワネットがギロチンで斬首刑にされた。 |
| 1795年 | 11月2日  | 共和暦3年憲法の施行により国民公会が廃止され、総裁政府が成立。 |
| 1797年 | 10月17日 | 第一次対仏大同盟：カンポ・フォルミオ条約によりフランスとオーストリアが講和。フランス革命の影響を最小限に留めたい各国の思惑により対仏大同盟が成立したが、フランスに撃破され停戦を余儀なくされた。                                             |
| 1798年 | 7月7日   | 擬似戦争：アメリカ合衆国議会がフランスとの条約を破棄し、半ば公式な開戦となった。 |
| 1799年 | 11月9日  | ブリュメール18日のクーデター：ナポレオン・ボナパルト将軍が総裁政府を倒し、統領政府を樹立した。 |

## 19世紀
| 年              | 日付                | 事件 |
| --------------- | ------------------- | --- |
| 1801年          | 2月9日              | 第二次対仏大同盟：リュネヴィルの和約によりオーストリアが講和。オーストリアとロシア帝国を主とする対仏大同盟側が敗北し、オーストリアの脱落によりイギリスのみが交戦を続けることとなった。                                                                        |
| 1802年          | 3月25日             | 第二次対仏大同盟：アミアンの和約によりフランスとイギリスが講和。 |
| 1803年          | 5月2日              | ルイジアナ買収：フランスがフランス領ルイジアナを1500万ドルでアメリカ合衆国に売却、これによりフランスは北米大陸から完全に撤退した。 |
| 1803年          | 11月18日            | ハイチ革命：ヴェルティエールの戦いでロシャンボー子爵率いるフランス軍がジャン＝ジャック・デサリーヌ率いる革命軍に降伏。 |
| 1804年          | 1月1日              | ハイチ革命：ジャン＝ジャック・デサリーヌがサン＝ドマングの独立を宣言し、ハイチを建国した。 |
| 1804年          | 5月18日             | ナポレオン・ボナパルトが護憲元老院からフランス皇帝の位を授けられた。これにより統領政府が終結、フランス第一帝政が始まった。 |
| 1804年          | 12月2日             | ナポレオン・ボナパルトがノートルダム大聖堂で自ら戴冠した。ローマ教皇ピウス7世も出席させられ、教皇の権威を借りる形となった。 |
| 1805年          | 12月2日             | 第三次対仏大同盟：アウステルリッツの戦いでフランスが勝利し、フランス帝国および衛星国がオーストリア、ロシア、イギリス、スウェーデンなどからなる対仏大同盟に勝利した形となった。対仏大同盟は程なくして崩壊した。                                                |
| 1806年          | 7月12日             | ナポレオンが神聖ローマ帝国を解体して帝国16領邦からなるライン同盟を結成する。 |
| 1807年          | 6月14日             | 第四次対仏大同盟：フリートラントの戦いでロシアがフランスに大敗し、プロイセン、ロシア、イギリス、ザクセン、スウェーデンからなる対仏大同盟が崩壊した。 |
| 1808年          | 5月2日              | 半島戦争がはじまり、1814年にナポレオンが第六次対仏大同盟に敗北するまで続く。 |
| 1809年          | 7月5日 - 7月6日     | 第五次対仏大同盟：ヴァグラムの戦いでフランスがオーストリアに圧勝し、イギリスとオーストリアからなる対仏大同盟が崩壊した。 |
| 1812年          | 9月14日             | 第六次対仏大同盟：モスクワ大火により1812年ロシア戦役でのフランス撤退が始まった。さらにベレジナ川の戦いでの大敗北もあり、フランス第一帝政の頂点からの転落が始まった。その後、対仏大同盟は勝利を続け、ナポレオンは1814年にエルバ島に追放される。                |
| 1813年          | 8月26日 - 8月27日   | ドレスデンの戦いで皇帝ナポレオン1世麾下のフランス軍が、シュヴァルツェンベルク将軍率いるオーストリア帝国・ロシア帝国・プロイセン王国による第六次対仏大同盟軍を破った。しかし、フランス軍は追撃に失敗し、数日後に行われたクルムの戦いにおいて包囲され降伏した。 |
| 1813年          | 10月16日 - 10月19日 | ライプツィヒの戦いで60万人の兵士が交戦し、第一次世界大戦以前のヨーロッパにおける最大規模の戦闘となった。同盟軍がフランスに勝利した。 |
| 1814年          | 4月24日             | 第一次王政復古：ブルボン朝が復古し、ルイ18世がフランス王に即位した。 |
| 1815年          | 6月18日             | 百日天下、ワーテルローの戦い：ナポレオンが第七次対仏大同盟に敗北し、フランス第一帝政とナポレオン戦争を完全に終わらせた。これによりヨーロッパは50年近くの平和を得た。                                                                                          |
| 1815年          | 7月7日              | 第二次王政復古：ナポレオンがセントヘレナ島に配流されブルボン朝が再び復古。ルイ18世がフランス王に復位し、1824年9月16日に崩御するまで在位。 |
| 1821年          | 5月5日              | ナポレオン死去。 |
| 1823年          | 4月7日              | 聖ルイの十万の息子たち：フランス軍10万人がスペインに侵攻し、自由主義政府を打倒、「自由主義の三年間」を終わらせた。スペイン王フェルナンド7世は復権。 |
| 1830年          | 7月                 | フランス7月革命：保守派のブルボン朝が打倒され、オルレアン朝のルイ＝フィリップ1世がフランス王に即位。 |
| 1830年          | 2月3日              | ギリシャ独立戦争終結、ロンドン議定書でロシア・フランス・イギリスがギリシャの独立を承認 |
| 1831年          | 11月22日            | カヌート争議：産業革命以降最初の労働者反乱。 |
| 1832年          | 6月5日              | 6月暴動：パリで王政打倒を目的とする反乱、数日で鎮圧された。 |
| 1839年          | 3月9日              | 菓子戦争：メキシコ側がフランスの要求を受諾したためフランス軍が撤収。 |
| 1848年          | 2月                 | 二月革命：共和派がオルレアン朝を打倒、ルイ＝フィリップ1世はイギリスに亡命。 |
| 1848年          | 12月20日            | ルイ＝ナポレオン・ボナパルトがフランス第二共和政の初代大統領に就任。 |
| 1848年          | 1848年革命          | |
| 1851年          | 12月2日             | 1851年12月2日のクーデター。そのちょうど1年後、ルイ＝ナポレオン・ボナパルトがフランス皇帝ナポレオン3世に即位。フランス第二共和政が終結し、フランス第二帝政が成立。                                                                                             |
| 1853年          | 3月28日             | クリミア戦争：フランスとイギリスがロシアに宣戦布告。(-1856年3月30日） |
| 1860年          |                     | 第二次イタリア独立戦争でフランス・サルデーニャ王国連合軍がオーストリア帝国が勝利し、サヴォワとニースがサルデーニャからフランスに割譲される。 |
| 1860年          | 10月18日            | アロー戦争：イギリス・フランス連合軍が北京の紫禁城に入城。 |
| 1866年          | 5月31日             | メキシコ出兵：フランス軍がメキシコから撤退。 |
| 1870年 - 1940年 |                     | 第三共和政 |
| 1871年          | 5月10日             | 普仏戦争終結：フランスの敗北によりナポレオン3世が失脚、同時にフランス第二帝政も終わる。第三共和政が成立し、ナポレオン3世はイギリスに亡命した。 |
| 1871年          | 3月26日             | パリ・コミューンが成立、2ヶ月後に鎮圧された。 |
| 1871年          | 8月30日             | アドルフ・ティエールがフランス第2代大統領に就任（-1873年5月24日）。 |
| 1873年          | 5月24日             | パトリス・ド・マクマオンがフランス第3代大統領に就任（-1879年1月30日）。 |
| 1879年          | 1月30日             | ジュール・グレヴィがフランス第4代大統領に就任（-1887年12月2日）。 |
| 1887年          | 1月28日             | エッフェル塔の建設が始まる。 |
| 1887年          | 12月3日             | マリー・フランソワ・サディ・カルノーがフランス第5代大統領に就任（-1894年6月25日）。 |
| 1888年          | 3月20日             | エッフェル塔の1階プラットフォームが完成。 |
| 1888年          | 8月21日             | エッフェル塔の2階プラットフォームが完成。 |
| 1889年          | 5月15日             | エッフェル塔が一般に公開された。 |
| 1889年          | 5月26日             | エッフェル塔のエレベーターが運行開始。 |
| 1894年          | 1月4日              | 露仏同盟締結。 |
| 1894年          | 6月27日             | ジャン・カジミール＝ペリエがフランス第6代大統領に就任（-1895年1月17日）。 |
| 1894年          | 11月                | ドレフュス事件が始まり、その後10年以上フランス世論を二分した。 |
| 1895年          | 1月17日             | フェリックス・フォールがフランス第7代大統領に就任（-1899年2月16日）。 |
| 1899年          | 2月18日             | エミール・ルーベがフランス第8代大統領に就任（-1906年2月10日）。 |

## 20世紀
| 年     | 日付          | 事件 |
| ------ | ------------- | --- |
| 1904年 | 4月8日        | 英仏協商締結。さらに1907年には英露協商が締結、これによりフランス・イギリス・ロシアの間で三国協商が成立、ドイツ・オーストリア・イタリアの三国同盟と対立する構図を作り上げた。                                                   |
| 1905年 | 12月9日       | 政教分離法成立、宗教予算が廃止された。 |
| 1906年 | 2月10日       | アルマン・ファリエールがフランス第9代大統領に就任（-1913年2月18日）。 |
| 1913年 | 2月18日       | レイモン・ポアンカレがフランス第10代大統領に就任（-1920年2月18日）。 |
| 1914年 | 8月3日        | 第一次世界大戦：ドイツ帝国がフランスに宣戦。 |
| 1918年 | 11月11日      | 第一次世界大戦：第一次コンピエーニュ休戦協定がフランスとドイツの間で締結。フランスがアルザス＝ロレーヌを奪回。 |
| 1920年 | 2月18日       | ポール・デシャネルがフランス第11代大統領に就任（-9月23日）。 |
| 1920年 | 9月23日       | アレクサンドル・ミルランがフランス第12代大統領に就任（-1924年7月11日）。 |
| 1923年 | 1月11日       | フランス・ベルギーによるルール占領が始まる。 |
| 1924年 | 6月13日       | ガストン・ドゥメルグがフランス第13代大統領に就任（-1931年6月13日）。 |
| 1931年 | 6月13日       | ポール・ドゥメールがフランス第14代大統領に就任（-1932年5月7日）。 |
| 1932年 | 5月10日       | アルベール・ルブランがフランス第15代大統領に就任（-1940年7月11日）。 |
| 1934年 | 2月6日        | 1934年2月6日の危機：右派勢力によるクーデター未遂事件。フランス第三共和政の危機となった。 |
| 1939年 | 9月1日        | 第二次世界大戦：フランスがドイツに宣戦布告。 |
| 1940年 | 6月22日       | 第二次世界大戦：ナチス・ドイツのフランス侵攻でフランスが敗北し、第二次コンピエーニュ休戦協定を締結。ナチス・ドイツによるフランス占領が始まり、南フランスではフィリップ・ペタン率いるコラボラシオン派のヴィシー政権が支配した。 |
| 1944年 | 8月25日       | 第二次世界大戦：パリの解放。オーバーロード作戦の最後の戦いで、連合国および自由フランス軍はパリをドイツ占領から解放した。フランスの残りの地域はドイツへの進軍と同時に解放された。                                               |
| 1945年 | 10月24日      | 国際連合成立、フランスは国際連合安全保障理事会常任理事国になる。 |
| 1947年 | 1月16日       | ヴァンサン・オリオールがフランス第16代大統領に就任（-1954年1月16日、第四共和政の大統領としては初代）。 |
| 1951年 | 4月18日       | パリ条約：ベルギー、フランス、西ドイツ、イタリア、ルクセンブルク、オランダの6か国間で締結。この条約により外交と経済の安定を目的とする欧州石炭鉄鋼共同体（ECSC）が成立。ECSCは後の欧州連合の基盤の一つとなった。                |
| 1954年 | 1月16日       | ルネ・コティがフランス第17代大統領に就任（-1959年1月8日）。 |
| 1954年 | 8月1日        | 8年の長きにわたった第一次インドシナ戦争が終結、フランスはジュネーヴ協定でベトナムの分割に同意。この撤退によりフランス植民地帝国の解体が始まった。                                                                              |
| 1957年 | 3月25日       | ローマ条約：フランス、ベルギー、イタリア、ルクセンブルク、オランダ、西ドイツによって2条約が調印され、: 欧州経済共同体（EEC）と欧州原子力共同体（EAEC）が設立される。                                                           |
| 1959年 | 1月8日        | シャルル・ド・ゴールがフランス第五共和政の初代大統領に就任（-1969年4月28日、通算第18代）。第五共和政憲法では第三共和政と第四共和政と比べて大統領の執行権が強化された。                                                         |
| 1962年 | 3月19日       | 8年間にわたるアルジェリア戦争が終結し、アルジェリアはフランスから独立した。 |
| 1965年 | 4月8日        | 合併条約：欧州石炭鉄鋼共同体（ECSC）、欧州経済共同体（EEC）、欧州原子力共同体（EAEC）が欧州諸共同体に統合。 |
| 1967年 | 7月24日       | シャルル・ド・ゴールの「自由ケベック万歳！」演説がフランスとカナダの間の緊張を引き起こした。 |
| 1968年 | 5月10日 - 6月 | 五月革命：「自由と平等と自治」を掲げた約1000万人とされるの労働者と学生がパリでゼネストを行った。 |
| 1969年 | 6月20日       | ジョルジュ・ポンピドゥーがフランス第19代大統領に就任（-1974年4月2日）。 |
| 1974年 | 5月27日       | ヴァレリー・ジスカール・デスタンがフランス第20代大統領に就任（-1981年5月10日）。 |
| 1981年 | 5月21日       | フランソワ・ミッテランがフランス第21代大統領に就任（-1995年5月17日）。 |
| 1986年 | 2月17日       | 単一欧州議定書：ローマ条約を大幅に改定し、1992年までに共通市場を成立させるとした。 |
| 1992年 | 2月7日        | マーストリヒト条約：フランスを含む欧州諸共同体加盟国が署名し、欧州連合を創設した。 |
| 1995年 | 5月17日       | ジャック・シラクがフランス第22代大統領に就任（-2007年5月16日）。 |
| 1998年 | 7月12日       | フランスが地元で1998 FIFAワールドカップ優勝を果たした。フランスのFIFAワールドカップ初優勝となった。 |
| 1998年 | 12月31日      | フランスのユーロ導入：ユーロ圏内でのフランス・フランとユーロのレートが固定される。 |

## 21世紀
| 年     | 日付           | 事件 |
| ------ | -------------- | --- |
| 2001年 |                | 全てのフランスのウェブページのウェブアーカイブ化を義務化する法が成立。 |
| 2002年 | 1月2日         | ユーロの紙幣・硬貨の流通およびフランス・フランとの交換が開始される。 |
| 2004年 | 3月15日        | 公立学校での宗教的標章の着用を禁止する法が成立。キリスト教やユダヤ教のシンボルも禁止するが、一般的にはヒジャブ規制法と知られている。 |
| 2005年 | 10月 - 11月    | 2005年パリ郊外暴動事件。 |
| 2007年 | 5月15日        | ニコラ・サルコジがフランス第23代大統領に就任（-2012年5月15日）。 |
| 2010年 | 9月14日        | フランス元老院が「公共の場で顔を覆う服を禁止する」法を可決。同法は7月13日にフランス国民議会で可決されていた。フランス大統領ニコラ・サルコジは「フランスではブルカを受けいれない」と主張しており、同法はブルカとニカーブの規制を主目的とする、とみられている。 |
| 2011年 | 3月19日        | フランスがユニファイド・プロテクター作戦で2011年リビア内戦に介入、ムアンマル・アル＝カッザーフィーが追放された。カッザーフィーは同年10月20日に反カッザーフィー派部隊によって殺害された。                                                                      |
| 2012年 | 5月15日        | フランソワ・オランドがフランス第24代大統領に就任（-2017年5月14日）。 |
| 2013年 | 1月11日        | フランスがセルヴァル作戦でマリ共和国に介入（-2014年7月15日）。 |
| 2013年 | 5月18日        | フランスで同性結婚が解禁された。 |
| 2015年 | 1月7日 - 9日   | シャルリー・エブド襲撃事件で警官2人や編集長、風刺漫画の担当者やコラム執筆者ら合わせて、12人が複数の犯人に殺害された。 |
| 2015年 | 1月10日 - 11日 | フランス各地でシャルリー・エブド襲撃事件の犠牲者を悼むための大行進が実施され、フランス内務省は全国合計で少なくとも370万人に達したとの推計を発表した。 |
| 2015年 | 11月13日       | パリ同時多発テロ事件：ISILの戦闘員と見られる複数のイスラーム過激派のグループによる銃撃および爆発が同時多発的に発生し、死者130名以上を生んだ。 |
| 2016年 | 7月14日        | 2016年ニーストラックテロ事件が起こる。 |
| 2017年 | 5月14日        | エマニュエル・マクロンがフランス第25代大統領に就任。 |